# Гута (Ивано-Франковская область)
Гу́та (укр. Гута) — село в Солотвинской поселковой общине Ивано-Франковского района Ивано-Франковской области Украины.
Население по переписи 2001 года составляло 738 человек. Занимает площадь 11 км². Почтовый индекс — 77745. Телефонный код — 3471.